# Abudefduf
Abudefduf är ett släkte i familjen frökenfiskar (Pomacentridae). Namnet Abudefduf har sitt ursprung i arabiskan och betyder "fader med framstående sidor".

## Arter
- Abudefduf abdominalis
- Abudefduf barffi
- Abudefduf bengalensis
- Abudefduf bicolor
- Abudefduf concolor
- Abudefduf conformis
- Abudefduf declivifrons
- Abudefduf hoefleri
- Abudefduf lorenzi
- Abudefduf luridus
- Abudefduf manikfani
- Abudefduf margariteus
- Abudefduf natalensis
- Abudefduf notatus
- Abudefduf saxatilis, Sergeantfisk
- Abudefduf septemfasciatus
- Abudefduf sexfasciatus
- Abudefduf sordidus
- Abudefduf sparoides
- Abudefduf taurus
- Abudefduf theresae
- Abudefduf trilineatus
- Abudefduf troschelii
- Abudefduf vaigiensis
- Abudefduf whitleyi